# Madjedbebe
Madjedbebe (antiguamente conocido como Malakunanja II) es un abrigo rocoso de arenisca en la Tierra de Arnhem, en el Territorio del Norte de Australia, posiblemente el asentamiento humano más antiguo de Australia. Se encuentra a unos 50 kilómetros de la costa. Forma parte de las tierras tradicionalmente habitadas por los mirarr, un clan aborigen australiano del pueblo gaagudju, del grupo lingüístico gunwinyguan. Aunque está rodeada por el Parque nacional de Kakadu, declarado Patrimonio de la Humanidad, Madjedbebe se encuentra dentro de la explotación minera de Jabiluka.

## Hallazgos arqueológicos
Madjedbebe es el yacimiento más antiguo conocido que muestra la presencia de seres humanos en Australia. Las excavaciones arqueológicas realizadas por Clarkson et al. (2017) aportaron pruebas que sugieren que Madjedbebe fue ocupado por primera vez por humanos posiblemente hace 65.000 +/- 6.000 años y al menos hace 50 000 años. Mientras que la edad de hace 50 000 años ha sido ampliamente aceptada desde la década de 1990, esta última estimación (de hace unos 65 000 años) ha sido cuestionada, a partir de 2017, por algunos expertos.
Se han excavado más de 100 000 artefactos (incluidos más de 10000 artefactos de la capa de ocupación más baja y densa, denominada «fase 2»), entre los que se incluyen artefactos de piedra labrada, cabezas de hacha de piedra molida, piedras de moler, huesos de animales, restos de marisco, ocre molido, carbón vegetal, semillas y enterramientos humanos. Algunos estaban enterrados a más de 2,5 metros de profundidad. Las investigaciones arqueobotánicas han demostrado la explotación de alimentos vegetales, como semillas, tubérculos y nueces de pandanus. También se obtenía leña de los bosques locales de eucaliptos y matorrales de vid monzónica.

## Arte rupestre
Aunque es más conocido como el yacimiento arqueológico más antiguo de Australia, Madjedbebe también incluye un extenso conjunto de motivos de arte rupestre en las paredes. En 2012, un equipo de investigación de la Universidad Nacional de Australia documentó sistemáticamente el arte rupestre del yacimiento, bajo los auspicios del Proyecto Mirarr Gunwarddebim. El equipo registró más de 1000 motivos en el yacimiento. Dado que muchas de las imágenes están descoloridas y muchas se superponen, este es el número mínimo de motivos del yacimiento que pueden verse hoy en día; sin duda, en el pasado había muchos cientos más presentes que ya no sobreviven.
Los motivos de Madjedbebe son en su mayoría pinturas (creadas con pintura húmeda), pero también hay algunas plantillas (en las que se crea una imagen en negativo rociando pintura húmeda alrededor del exterior de un objeto sostenido contra la pared), dibujos (creados arrastrando un trozo de ocre seco o carboncillo por la pared) y figuras de cera de abeja (creadas aplicando pequeños trozos enrollados de cera de abeja a la superficie de la pared).
Los motivos de los madjedbebe incluyen muchas figuras de aspecto humano («antropomorfos»), diseños geométricos, plantillas hechas a mano, peces (entre ellos, siluro, barramundi, long-tom de agua dulce, mújol y saratoga), objetos de fibra y objetos del «periodo de contacto con Europa». Estos últimos incluyen armas de fuego, personas europeas (vestidas con ropas, sombreros y de pie con las manos en la cadera), pipas, cuchillos y barcos.